# Melchior Metzger
Melchior Metzger, nach seinem Geburtsort Calwer genannt, 1556 wird Calwer zum Familiennamen (* wohl kurz nach 1500 in Calw; † 1563 in Tübingen), war Richter, Stadtsiegler und  Bürgermeister von Tübingen. Melchior Metzger war Landschaftsabgeordneter und Mitglied des Engeren Ausschusses der Landschaft. Melchior Metzger ist der Vater von Jörg Calwer und Jacob Calwer, die auch Bürgermeister von Tübingen wurden.

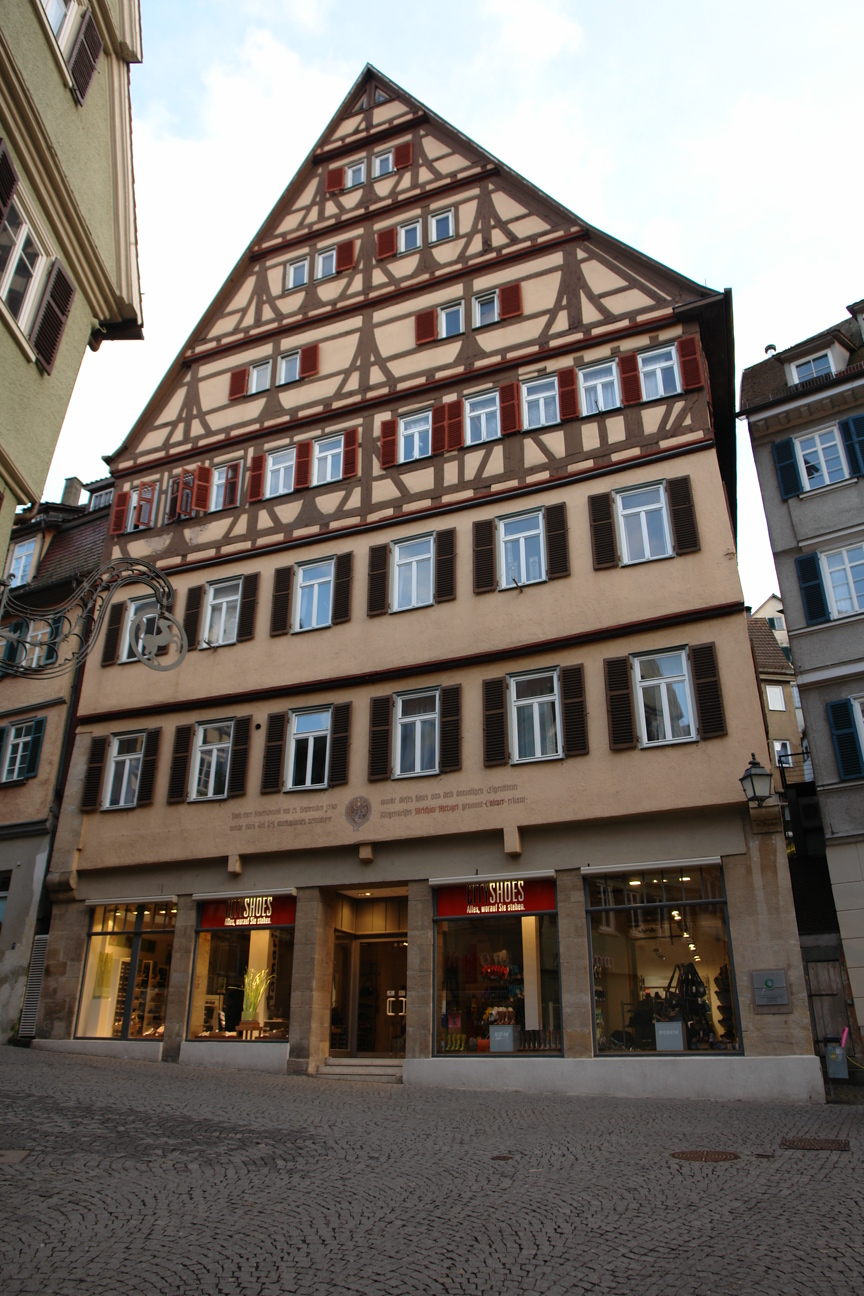
Inschrift auf der Fassade des Calwer-Hauses: „Nach einer Feuersbrunst am 21. September 1540, welche einen Teil des Marktplatzes vernichtete, wurde dieses Haus von dem damaligen Eigentümer Bürgermeister Melchior Metzger, genannt Calwer, erbaut.“

## Leben
Melchior Metzger war ein Sohn eines Tübinger Bürgers namens Metzger, der vor 1512 in Calw starb, und seiner Frau Anna, die nach dessen Tod den Ratsverwandten von Tübingen, Conrad Schetterlin, heiratete.
Er war verheiratet zunächst mit Margarete Hirschmann († 1538), einer Tochter des Bürgermeisters von Schorndorf, Jacob Hirschmann. Nach deren Tod heiratete er Geneve Heuenberger († 1568).
In den Tübinger Magistratsurkunden wird Metzger seit 1542 erwähnt. Ab diesem Jahr (vielleicht auch schon früher) war er Richter und Stadtsiegler (bis 1561), sowie Bürgermeister (bis 1558). Zusätzlich war er in den Jahren 1551–1555 Landschaftsabgeordneter und 1552 bis vermutlich 1553 Mitglied des Engeren Ausschusses der Landschaft. Darüber hinaus war er 1549/50 Untervogtamtsverweser.
1551 war Metzger Mitglied der Landtagsgesandtschaft an Kaiser Karl V. Er gehörte ferner der Kommission (1551–1555) zur Erarbeitung des ersten Württembergischen Landrechts an. An ihn wurden die damals existierenden Rechtssatzungen der württembergischen Städte sowie Entwürfe gesandt.
Nach dem Marktplatz-Brand im Jahr 1540 ließ Melchior Metzger ein großes Haus in der Tübinger Kirchgasse (postalisch Kronenstraße 17) für sich erbauen, das seitdem Calwer-Haus genannt wird.
Metzgers Siegel zeigt im Jahre 1551 ein schwebendes Andreaskreuz mit geteiltem Schild. Auf seinem Siegel von 1558 ist ein Vogel (vermutlich Greif) nach links mit rückwärts gewandtem Kopf.
Zu seinen bekannten Nachfahren zählt der Tübinger Historiker Carl Friedrich Haug.

## Erstellung des ersten Württembergischen Landrechts
Im Januar 1552 unterstützte er Herzog Christoph, als dieser eine neue Landesordnung mit polizeilichen Bestimmungen und Verfügungen privatrechtlicher Natur ausarbeiten ließ. Bei den Verhandlungen mit den in Böblingen versammelten Ständen über die Schöpfung eines gemeinen Landrechts wurde am 12. Januar 1552 beschlossen, dass alle Städte und Ämter ihre bisherigen Gebräuche und Rechte bis zum 7. Februar 1552 dem Bürgermeister Melchior Calwer in Tübingen einsenden sollten und, dass in Tübingen einige Sachverständige mit den herzoglichen Räten zusammenkommen sollten, um über die eingesandten Schriften ein Gutachten aufzustellen und dieses am 21. Februar 1552 einem größeren ständischen Ausschuss vorzulegen.
Dieser Beschluss war aber anfangs nicht zielführend. Denn die Termine – vom 12. Januar bis zum 7. und 21. Februar 1552 – waren zu kurz angesetzt und das Unternehmen war zu schwierig. Damals begannen nämlich fast alle Städte, ihre eigenen Lokalrechte abzufassen und den letzteren sogar einige Vorschläge über die in dem neuen Rechtsbuch niederzulegenden Satzungen anzuhängen. Diese Berichte wurden am 21. Februar 1552 dem größeren ständischen Ausschuss übergeben. Dieser billigte sie, bat darauf aber auch seinerseits den Herzog, die weitere Behandlung der Sache einigen Rechtsgelehrten anzuvertrauen. Herzog Christoph fügte sich und befahl jenen vier Räten, die bisher mit der ständischen Kommission gemeinsam gearbeitet hatten, den Entwurf des Landrechtes nunmehr allein zu vollenden. Sehr bald hierauf begannen aber die Kriegsunruhen des Jahres 1552; auch starb einer der Räte nach wenigen Monaten, und so drohte das Unternehmen völlig ins Stocken zu geraten.
Dennoch gelang es, bis zum Böblinger Landtag im Oktober 1552 wenigstens einzelne Teile des Entwurfes anzufertigen, mit denen sich die Stände sofort einverstanden erklärten. Die Beendigung der Arbeit, zu der jetzt auch die Professoren der Tübinger Juristenfakultät hinzugezogen wurden, nahm noch fast das ganze Jahr 1553 in Anspruch, so dass die Stände den gesamten Landrechtsentwurf erst auf dem großen Stuttgarter Landtag vom Dezember 1553 bis zum Januar 1554 prüfen konnten. Bei dieser Prüfung beantragten sie eine Reihe größerer und kleinerer Zusätze und Änderungen, die dann auch im Laufe des Jahres 1554 von Herzog Christoph und dessen Räten bei der endlichen Feststellung des Textes benutzt wurden. Im Oktober 1554 begann der Druck des neuen Rechtsbuches; im März 1555 war derselbe vollendet; im Mai 1555 wurde das Landrecht in alle Städte und Ämter mit der Auflage versandt, demselben „in Kraft der Landschaft Vergleichung in allweg“ nachzukommen.

## Weitere urkundliche Erwähnungen
Am 31. Mai 1501 (Pfingstmontag) beurkundeten der Schultheiß Richter und die ganze Gemeinde des Dorfes Baisingen, dass sie dem Melchior Metzger, Bürger zu Calw, einen jährlichen Zins in Höhe von 10 fl rheinisch gegeben haben. Der Zins konnte mit 200 fl Hauptgut wieder abgelöst werden.
Gall Schütz von Eutingertal beurkundete am 27. Dezember 1539 (am Tag des Evangelisten Johannes), dass er Melchior Metzger genannt Calwer, Bürger zu Tübingen, eine jährliche Gült in Höhe von 9 mltr Roggen, 8 mltr Vesen, 8 Viertel Erbsen Tübinger Mess, 3 ß hlr. Württemberger Währung, 100 Eier und 4 Herbsthühner oder 19 fl Geld verkauft hat. Die Gült hätte vereinbarungsgemäß gegen 380 fl Hauptgut wieder abgelöst werden können.

## Kinder
- Anna (⚭ Johann Michael Sattler, Stadtschreiber in Schorndorf)
- Katharina (⚭ 1556 Christoph Dreher, Bürgermeister und Advokat in Leonberg)
- Jörg Calwer (1548–1618)
- Jacob Calwer († 1609)

Siehe auch Library of Princeton University Digitalisierung im Faksimile
- Altwirtembergisches aus Familienpapieren zum Besten des Lutherstiftes, einer Erziehungsanstalt für Pfarrerssöhne digitalisiert von Google, verfasst von Karl von Riecke[8]
- Zur Familie, Metzger – Calwer – Kalber, siehe die Seiten: 47. 51. 52. 53. 57. Digitalisierung
- Zur Familie Sattler siehe die Seiten: 46. 47. 48. 51. 55. 56. 57. Digitalisierung

## Würdigung
Nach Melchior Metzger genannt Calwer und seinen Söhnen wurde die Tübinger Calwerstraße benannt, die auf dem Gelände der alten Kliniken zwischen der Gmelin- und der Frondsbergstraße verläuft.